# آلبرت پاولیگ
آلبرت پاولیگ (انگلیسی: Albert Paulig؛ ۱۴ ژانویه ۱۸۷۳ – ۱۹ مارس ۱۹۳۳) یک هنرپیشه اهل آلمان بود. 
از فیلم‌ها یا برنامه‌های تلویزیونی که وی در آن نقش داشته است می‌توان به دانوب آبی اشاره کرد.